# Moundjoui
Moundjoui (ou Moudjoui) est une localité du Cameroun située dans le département du Mayo-Kani et la Région de l'Extrême-Nord, à proximité de la frontière avec le Tchad. Elle fait partie de la commune de Kaélé et du canton de Midjivin.

## Population
En 1970 la localité comptait 576 habitants, des Guiziga.
Lors du recensement de 2005, 1 423 personnes y ont été dénombrées.